# Obwód Kowel-Teren Armii Krajowej
Obwód Kowel-Teren – jednostka terytorialna Związku Walki Zbrojnej, a następnie Armii Krajowej. Operowała na terenie powiatu kowelskiego, z wyjątkiem samego miasta Kowel.
Obwód Kowel-Teren wchodził wraz z Obwodem Kowel-Miasto AK i Obwodem Luboml AK w skład Inspektoratu Rejonowego Kowel Okręgu Wołyń („Konopie”).

## Skład
- Odcinek Turzysk
- Odcinek Hołoby